# Campeonato Mundial e Europeu de Hóquei em Patins Masculino de 1949
O Campeonato Europeu de 1949 foi a 5.ª edição do Campeonato do Mundo de Hóquei em Patins e simultaneamente a 15.ª edição do Campeonato Europeu de Hóquei em Patins.

## Participantes
| Países     | Participação (Mundial) | Participação (Europeu) | Melhor Resultado (Mundial) | Melhor Resultado (Europeu)                                                       |
| Portugal   | 5.ª                    | 10.ª                   | Campeão (1947 e 1948)      | Campeão (1947 e 1948)                                                            |
| Inglaterra | 5.ª                    | 15.ª                   | Campeão (1936 e 1939)      | Campeão (1926, 1927, 1928, 1929, 1930, 1931 1932, 1934, 1936, 1937, 1938 e 1939) |
| Itália     | 5.ª                    | 13.ª                   | 2.º Lugar (1936 e 1939)    | 2.º Lugar (1929, 1936, 1938 e 1939)                                              |
| Espanha    | 3.ª                    | 3.ª                    | 3.º Lugar (1947)           | 3.º Lugar (1947)                                                                 |
| Bélgica    | 5.ª                    | 15.ª                   | 2.º Lugar (1947)           | 2.º Lugar (1947)                                                                 |
| Suíça      | 5.ª                    | 15.ª                   | 4.º Lugar (1936)           | 2.º Lugar (1937)                                                                 |
| França     | 5.ª                    | 15.ª                   | 5.º Lugar (1939)           | 2.º Lugar (1926, 1927, 1928, 1930 e 1931)                                        |
| Holanda    | 2.ª                    | 2.ª                    | 9.º Lugar (1948)           | 9.º Lugar (1948)                                                                 |
| ---------- | ---------------------- | ---------------------- | -------------------------- | -------------------------------------------------------------------------------- |

## Resultados
|            | Portugal | Espanha | Itália | Bélgica | Inglaterra | França | Suíça | Países Baixos |
| ---------- | -------- | ------- | ------ | ------- | ---------- | ------ | ----- | ------------- |
| Portugal   |          | 6-2     | 5-2    | 3-1     | 5-1        | 3-0    | 8-1   | 9-1           |
| Espanha    |          |         | 2-4    | 2-1     | 5-2        | 2-0    | 8-6   | 9-0           |
| Itália     |          |         |        | 1-3     | 4-4        | 7-3    | 5-1   | 12-0          |
| Bélgica    |          |         |        |         | 1-3        | 7-2    | 2-2   | 4-0           |
| Inglaterra |          |         |        |         |            | 3-3    | 1-5   | 8-2           |
| França     |          |         |        |         |            |        | 6-5   | 8-2           |
| Suíça      |          |         |        |         |            |        |       | 5-2           |
| Holanda    |          |         |        |         |            |        |       |               |

## Classificação final
| Lugar | Seleção    | J | V | E | D | P  | GM | GS | Dif. |
| ----- | ---------- | - | - | - | - | -- | -- | -- | ---- |
|       | Portugal   | 7 | 7 | 0 | 0 | 14 | 39 | 8  | +31  |
|       | Espanha    | 7 | 5 | 0 | 2 | 10 | 30 | 19 | +11  |
|       | Itália     | 7 | 4 | 1 | 2 | 9  | 35 | 18 | +17  |
| 4     | Bélgica    | 7 | 3 | 1 | 3 | 7  | 19 | 13 | +6   |
| 5     | Inglaterra | 7 | 2 | 2 | 3 | 6  | 21 | 23 | -2   |
| 6     | França     | 7 | 2 | 1 | 4 | 5  | 35 | 32 | +3   |
| 7     | Suíça      | 7 | 2 | 1 | 4 | 5  | 22 | 29 | -7   |
| 8     | Holanda    | 7 | 0 | 0 | 7 | 0  | 5  | 54 | -49  |

| Campeões Mundiais 1949 |
| ---------------------- |
| Portugal               |
| PORTUGAL 3.º Título    |

| Campeões Europeus 1949 |
| ---------------------- |
| Portugal               |
| PORTUGAL 3.º Título    |